# Грака Амарал, Фелижберту Себастьян де
Фелижберту Себастьян де Грака Амарал (порт. Felisberto Sebastião de Graca Amaral; 21 сентября 1982, Ангола) — ангольский футболист, левый полузащитник.

## Клубная карьера
Профессиональную карьеру начал в одном из лучших клубов ангольского чемпионата "Петру Атлетику". В команде провёл два сезона, в которых клуб становился чемпионом страны.
В 2002 году получил приглашение от сильнейшего африканского клуба «Аль-Ахли» из Каира. В составе клуба несколько раз становился чемпионом Египта, а также выигрывал Лигу чемпионов КАФ. Два раза участвовал в розыгрышах клубного чемпионата мира по футболу — в 2005 и 2008 годах. Оба раза клуб занимал шестое место.
В августе 2010 года на правах свободного агента перешёл в бельгийский «Льерс», который занял 1-е место во Втором дивизионе Бельгии сезона 2009/10. Дебютировал в чемпионате 22 сентября в матче против «Андерлехта». Матч закончился вничью 1:1.

## Карьера в сборной
За сборную страны выступает с 1999 года.
В 2001 году играл в финальном турнире чемпионата мира по футболу среди молодёжных команд, который проходил в Аргентине. Сборная Анголы заняла первое место в группе, а в четвертьфинале уступили нидерландцам со счётом 0:2. Жилберту играл во всех четырёх матчах своей команды.
В 2006 году сборная завоевала право играть на финальных стадиях Кубка африканских наций и чемпионата мира. Жилберто был включён в состав команды, участвующей в КАН, но в январе 2006 года, во время товарищеского матча против марокканцев повредил ахиллесово сухожилие. На восстановление у игрока ушло 18 месяцев и на чемпионат мира он не попал. В 2006 году он считался одним из лучших ангольских плеймейкеров.
В 2008 году он всё же попал на Кубок африканских наций. На турнире сборная добилась наибольшего успеха в своей истории, выйдя в четвертьфинал чемпионата, уступив будущим победителям турнира со счётом 1:2. Футболист принял участие во всех четырёх матчах сборной на чемпионате.
В 2010 году Жилберту в составе сборной участвовал в Кубке африканских наций, проходившем в Анголе. В первом матче против сборной Мали он был одним из лучших в своей команде. Он полностью переиграл своего оппонента на левом фланге полузащиты. Также он со штрафного отдал голевую передачу на Флавиу, который открыл счёт в матче. Затем, во втором тайме Багайоко сбил Жилберту в штрафной площадке. Пенальти Жилберту реализовал, сделав счёт 3:0. Чуть позже уже Кейта сфолил на Жилберту и пенальти реализовал Манушу. По версии сайта goal.com, Жилберту вошёл в число лучших игроков первого тура чемпионата. Во втором матче, против сборной Малави футболист получил травму и был заменён на 35-й минуте. Впрочем, футболист смог восстановиться к третьему матчу против сборной Алжира и помог сборной своей страны во второй раз в истории выйти в четвертьфинал КАН.

### Статистика в сборной
| Ангола | Ангола | Ангола |
| Год    | Игры   | Голы   |
| ------ | ------ | ------ |
| 1999   | 2      | 0      |
| 2000   | 0      | 0      |
| 2001   | 7      | 1      |
| 2002   | 2      | 0      |
| 2003   | 3      | 1      |
| 2004   | 5      | 1      |
| 2005   | 6      | 0      |
| 2006   | 1      | 0      |
| 2007   | 2      | 0      |
| 2008   | 12     | 1      |
| 2009   | 9      | 1      |
| 2010   | 8      | 2      |
| 2011   | 3      | 0      |
| 2012   | 4      | 0      |
| 2013   | 3      | 0      |
| 2014   | 10     | 0      |
| 2015   | 5      | 1      |
| 2016   | 0      | 0      |
| 2017   | 0      | 0      |
| Итого  | 82     | 8      |

## Достижения
- Двукратный чемпион Анголы: 2000, 2001
- Обладатель Кубка Анголы: 2000
- Шестикратный чемпион Египта: 2004/05, 2005/06, 2006/07, 2007/08, 2008/09, 2009/10
- Трёхкратный обладатель Кубка Египта: 2002/03, 2005/06, 2006/07
- Пятикратный обладатель Суперкубка Египта: 2003, 2005—2008
- Троекратный победитель Лиги чемпионов КАФ: 2005, 2006, 2008
- Двукратный обладатель Суперкубка КАФ: 2007, 2009